# Gnophos finitimaria
Gnophos finitimaria är en fjärilsart som beskrevs av Fuchs 1899. Gnophos finitimaria ingår i släktet Gnophos och familjen mätare. Inga underarter finns listade i Catalogue of Life.